# Roc'h Trédudon
Roc’h Trédudon est l’un des sommets de la chaîne des monts d'Arrée du Massif armoricain, situé en Bretagne sur la commune de La Feuillée dans le Finistère (France).
Il culmine à 385 m et à l'ouest de son sommet se trouve l’émetteur TDF dit de Roc’h Trédudon.

## Toponymie
Roc'h Trédudon provient du breton roc'h « roc », tre « hameau » et tud « montagne ».

## L'attentat de 1974
L'attentat qui détruisit le pylône supportant l'émetteur de radio-télévision priva la moitié ouest de la Bretagne d'émissions de télévision pendant plusieurs mois. Cet attentat fut attribué aux nationalistes bretons.
Reconstruit en 1975, le pylône et son émetteur affrontèrent sans dégâts l'ouragan de 1987.